# Terminus Saint-Eustache
Cet article concerne le terminus d'autobus. Pour la ville de Saint-Eustache, voir Saint-Eustache (Québec). Pour les autres significations, voir Saint-Eustache.
Le terminus Saint-Eustache est un terminus métropolitain du Réseau de transport métropolitain (Exo) situé dans la ville du même nom. Ce terminus sert de point de rencontre des circuits d'autobus d'Exo Laurentides circulant dans la région de Deux-Montagnes.

## Autobus

### Exo Laurentides
| Circuit | Destinations                                       | Quai(s) | Tracé | Horaires |
| ------- | -------------------------------------------------- | ------- | ----- | -------- |
| 8       | Saint-Eustache – Laval                             | 6       | Tracé | Horaires |
| 80      | Saint-Eustache – Pointe-Calumet                    | 1       | Tracé | Horaires |
| 88      | Saint-Eustache – Sainte-Thérèse                    | 2       | Tracé | Horaires |
| 89      | Saint-Eustache – Secteur Dubois                    | 8       | Tracé | Horaires |
| 90      | Saint-Eustache – Secteur Arthur-Sauvé / Industriel | 4       | Tracé | Horaires |
| 91      | Saint-Eustache – Secteur est (Saint-Laurent)       | 3       | Tracé | Horaires |
| 92      | Saint-Eustache – Secteur centre                    | 5       | Tracé | Horaires |
| 93      | Saint-Eustache – Deux-Montagnes                    | 7       | Tracé | Horaires |

### Société de transport de Laval
| Circuit | Destinations                                         | Quai(s) | Tracé       | Horaires                                                                      |
| ------- | ---------------------------------------------------- | ------- | ----------- | ----------------------------------------------------------------------------- |
| T14     | TAXI COLLECTIF Sainte-Rose – Terminus Saint-Eustache |         | [PDF] Tracé | [PDF] « Horaires »(Archive.org • Wikiwix • Archive.is • Google • Que faire ?) |